# Louis-René Gallery
Louis-René de Gallery dit le Chevalier de l'Air du Bois, né le 2 mai 1777 au manoir de Livet-en-Ouche, aujourd'hui les Jonquerets-de-Livet dans l'Eure, mort le 20 février 1843 à Trois-Monts dans le Calvados, est un chef chouan lors de la Révolution française.

## Enfance et adolescence
Il est baptisé en l'église Saint-Martin de Livet le 3 mai 1777. Son père François-René de Gallery est un gentilhomme verrier et sa mère est Marie-Antoinette d'Irlande, des seigneurs de Saint-Quentin-des-Isles, descendante d'une ancienne famille anglaise implantée dans la région de Caen à la fin de la guerre de Cent Ans. 
Il a dix ans lorsque son père meurt en 1787, il travaille donc dans la verrerie familiale à Beaudet dans la paroisse de La Ferrière-aux-Étangs, en lisière de la forêt d'Andaine. La Révolution française est d'abord accueillie favorablement dans sa famille et il devient, très jeune, un des capitaines de la garde nationale du canton de Beaumesnil.

## Son engagement dans la chouannerie
Les circonstances de son revirement sont mal connues, mais on peut penser qu'elles sont semblables à celles de ses contemporains qui choisissent la contre-révolution.
En 1795, il répond à l'appel du marquis Louis de Frotté, chef de la chouannerie normande qui l'incorpore dans les Chevaliers de la couronne sous le nom de Chevalier de l'Air du Bois.
Le quartier général de Frotté est alors près d'Yvrandes, c'est non loin de là qu'il va être blessé lors de la tentative sur Tinchebray le 31 mars 1796. Frotté le choisit comme officier d'ordonnance et il participe aux opérations de guérilla jusqu'à la pacification de Couterne, ensuite il rentre chez lui.
Trois ans plus tard en 1799, éclate la seconde insurrection normande et il est nommé chef pour les cantons de Messei et de Lonlay-l'Abbaye, ainsi que major en second de la division de Flers. Il prend part à de nombreux coups de main et au combat de Loray, près d'Avranches. Il y est blessé à trois reprises. Pour faire honneur à son courage, Frotté lui décerne la croix de Saint-Louis que Louis XVIII devait ratifier en 1817.
Frotté est exécuté en 1800 et Gallery se cache à la Petite Verrerie en forêt d'Andaine, où il mène une vie de hors-la-loi. On l'arrête le 10 mars 1800, l'emprisonne à Alençon, pour finalement le transférer à Orléans. On l'incorpore ensuite de force dans l'armée républicaine, mais les onze blessures dont il peut faire état, lui permettent d'obtenir son congé.
Il se retire à Beaudet, où il exerce quelques vengeances particulières. À l'époque de l'Empire, on l'accuse de « racolage », c'est-à-dire de recruter pour la chouannerie, ainsi est-il plusieurs fois arrêté et interné.
En 1814, il bénéficie d'une amnistie et obtient une commission de capitaine de la garde de son département. Pendant les Cent-Jours, il reprend le maquis.
Avec le second retour de Louis XVIII, il obtient une pension de 300 francs et le grade honorifique de lieutenant-colonel dans la Garde royale.
Cependant, les guerres civiles l'ont totalement ruiné et sa maigre pension ne lui assure pas une vie confortable, comme celle qu'il avait auparavant. Il vit donc dans une pauvre masure avec une servante, se nourrissant du produit de ses chasses et réparant des instruments aratoires. L'arrivée au pouvoir de Louis-Philippe Ier le prive de sa pension[réf. nécessaire], ce qu'il va contester avec véhémence et lui vaut d'être interné de nouveau, cette fois à Domfront. On le trouve cependant inscrit sur les listes des pensionnés de 1832, portant le matricule 5019, avec une pension d'un montant de 500 francs.
Il finit sa vie au château de Trois-Monts, où un parent l'avait recueilli, le 20 février 1843.

## Source
- M. Gautier : Louis René Gallery, Chevalier de l'Air du Bois (1774 - 1843). Un épisode de la chouannerie normande in Bulletin de la Société des antiquaires de Normandie, 1937, p. 303 - 20.lire en ligne sur Gallica